# Karl-Marx-Stipendium

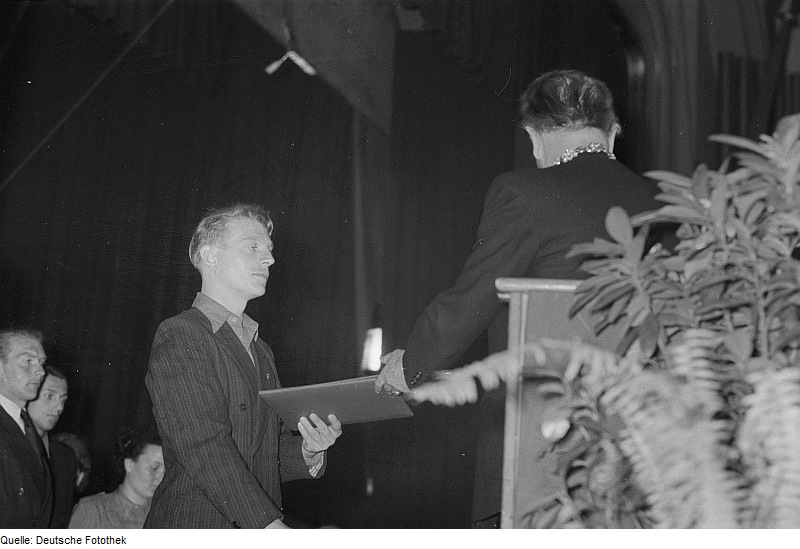
Auszeichnung eines Studenten mit dem Karl-Marx-Stipendium (1953)

Das Karl-Marx-Stipendium war ein Sonderstipendium, das in der DDR als Auszeichnung an fachlich herausragende, ideologisch linientreue Studenten vergeben wurde und für die Bezieher anstelle von Grund- und Leistungsstipendien vergeben wurden.
Seit 1953 wurde das Karl-Marx-Stipendium in der DDR vergeben, die Einzelheiten dazu wurden in der Verordnung über die Verleihung des Karl-Marx-Stipendiums an Studierende der Universitäten und Hochschulen, vom 30. April 1953 erläutert. Der § 1 sagt aus:
[...] die höchste Auszeichnung für Studierende [...] für hervorragende Leistungen und besondere Erfolge bei der Aneignung des Marxismus-Leninismus und seine Anwendung im Fachstudium verliehen. Bei der Auswahl ist besonders zu beachten, daß nur solche Studierende vorgeschlagen werden, die sich den Marxismus-Leninismus aktiv kämpferisch aneignen und zu einer schöpferischen Arbeit befähigt sind.
Mit dem Stipendium war ein vergleichsweise hoher Geldbetrag von monatlich 450 Mark verbunden, die normalen Grundstipendien hatten den Betrag von 190 Mark. 1981 betrug der Betrag 550 Mark, für das Grundstipendium 200 Mark, in Berlin bekam man im Grundstipendium noch 15 Mark mehr. Das Karl-Marx-Stipendium wurde nur vergleichsweise selten verliehen, nur 100 Personen hatten gleichzeitig Anspruch darauf. Es reichte von der Gewährung bis zum Studienende. Daneben wurden auch das Wilhelm-Pieck-Stipendium (500 M monatlich, Stand 1981), das Johannes-R.-Becher-Stipendium (450 M monatlich, Stand 1981) und das FDJ-Stipendium (monatlich 350 Mark) vergeben. In Berlin gab es weiterhin das Goethe-Stipendium des Magistrats von Berlin.
Zu den Stipendiaten gehörten die Historiker Gerhard Powik (1953), Harry Pawula (1956), Heinz Kathe (1964), Matthias Springer (1964) und Götz Dieckmann (1965). Weiterhin bekamen das Stipendium unter anderem Siegfried Besser, Harald Schliwa (1963), Walter Purkert (1966), Peter Arlt (1969), Ulrich Busch (1973), Andreas Trunschke (1982), Lothar Bisky, Felix Strehober und Jack Barsky, damals noch unter seinem richtigen Namen Albrecht Dittrich.

## Belege
1. ↑  Verordnung über die Gewährung von Stipendien an Direktstudenten der Universitäten, Hoch- und Fachschulen der Deutschen Demokratischen Republik - Stipendienverordnung - vom 11. Juni 1981. Abgerufen am 2. Juni 2018.
2. ↑  http://www2.gender.hu-berlin.de/ausstellung/Infocomputer/Massnahmen/Verordnung81.htm